# Gare de Notre-Dame-d’Oé
Gare de Notre-Dame-d'Oé vasútállomás Franciaországban, Notre-Dame-d’Oé településen.

## Vasútvonalak
Az állomást az alábbi vasútvonalak érintik:
- Párizs-Tours-vasútvonal

## Kapcsolódó állomások
A vasútállomáshoz az alábbi állomások vannak a legközelebb:
- Gare de La Membrolle-sur-Choisille (Gare de La Membrolle-sur-Choisille, Párizs-Tours-vasútvonal)
- Gare de Monnaie (Gare de Brétigny, Párizs-Tours-vasútvonal)
- Gare de Tours